# Noel Kelehan
Noel Kelehan (* 26. Dezember 1935; † 6. Februar 2012 in Dublin) war ein irischer Musiker. Er war der Leiter und Dirigent des RTÉ Concert Orchestra und musikalischer Direktor von Raidió Teilifís Éireann (RTÉ). 1998 zog er sich als Dirigent zurück.

## Leben und Karriere
Kelehan wurde als Jazzpianist und vor allem als Dirigent zahlreicher irischer Einreichungen für den Eurovision Song Contest bekannt. Erstmals dirigierte er das Orchester zum irischen Beitrag im Jahre 1966, letztmals nahm er im Jahre 1998 teil. Er leitete das Orchester bei fünf siegreichen irischen Beiträgen in den Jahren 1980, 1987, 1992, 1993 und 1996. 1994 wurde das siegreiche Lied ohne Orchesterbegleitung aufgeführt. Allerdings wurde der zweitplatzierte Titel in jenem Jahr, der polnische Beitrag To nie ja! von Edyta Górniak von Kelehan dirigiert. Er dirigierte auch den Beitrag von Bosnien und Herzegowina 1993. Insgesamt leitete er das Orchester bei 29 Eurovisionsbeiträgen, davon 24 irischen. 1999, nach Kelehans Rücktritt, wurde der Einsatz eines Orchesters beim Wettbewerb eingestellt.
Kelehan starb im Februar 2012 im Alter von 76 Jahren nach langer Krankheit in Dublin und wurde dort beerdigt.

## Alben und Veröffentlichungen
Kelehan veröffentlichte mehrere Jazzalben; 1979 nahm er mit dem Noel Kelehan Quintet das Album Ozone auf. 1984 schrieb er die Streicherarrangements für das U2-Album The Unforgettable Fire.